# Xysticus ulmi
Espèce
Synonymes
- Thomisus ulmi Hahn, 1831
- Thomisus bivittatus Westring, 1861
- Thomisus westwoodii O. Pickard-Cambridge, 1871

Xysticus ulmi est une espèce d'araignées aranéomorphes de la famille des Thomisidae.

## Distribution
Cette espèce se rencontre en zone paléarctique.

## Description

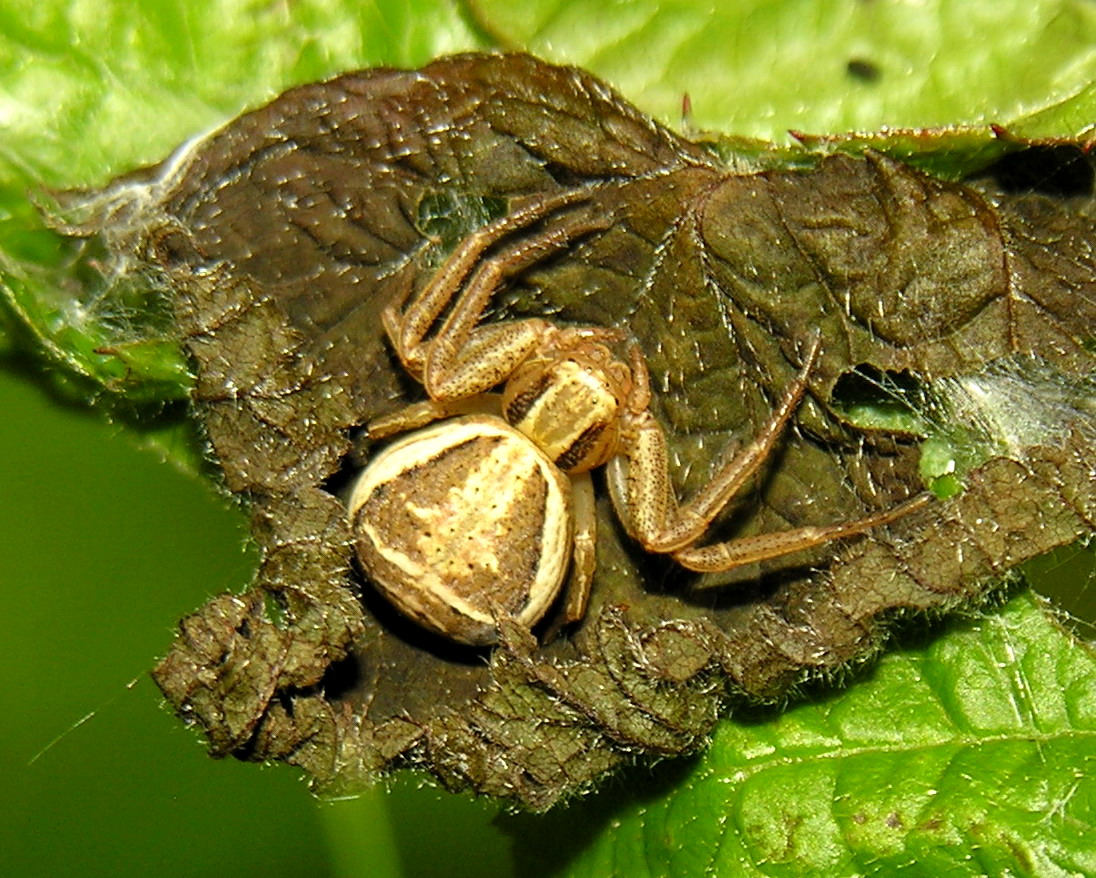
Xysticus ulmi

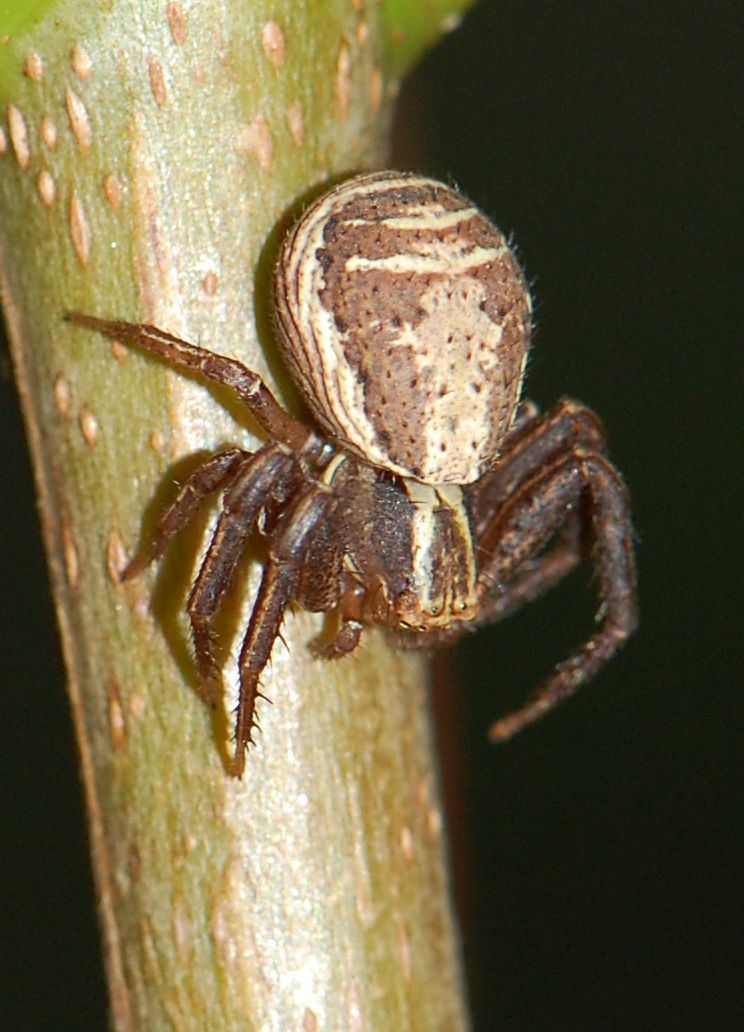
Xysticus ulmi

Les mâles mesurent de 3 à 4 mm et les femelles de 5 à 8,3 mm.

## Publication originale
- Hahn, 1831 : Monographie der Spinnen. Nürnberg, 1